# Ферран, Филипе Нери
Филипе Нери Антониу Себастьян ду Розариу Ферран (порт. Filipe Neri António Sebastião do Rosário Ferrão; род. 20 января 1953, Алдона, Индия) — индийский кардинал. Титулярный епископ Ванарионы и вспомогательный епископ Гоа и Дамана с 20 декабря 1993 по 12 декабря 2003. Архиепископ Гоа и Дамана и титулярный патриарх Восточной Индии с 12 декабря 2003. Кардинал-священник с титулом церкви Санта-Мария-ин-Виа с 27 августа 2022.

## Источник
- Информация  (англ.)